# Inga Stöckel
Inga Stöckel (* 23. Februar 1988) ist eine deutsche Hockeyspielerin.

## Karriere
Stöckel spielt in der 1. spanischen Hockey-Liga für Real Polo Club Barcelona und ist Spielerin der deutschen weiblichen U21-Nationalmannschaft. Sie folgte mit dem Wechsel im Sommer 2006 vom Club Raffelberg in Duisburg ihrer Schwester Maike nach Köln. Im Jahre 2008 folgte ihr Wechsel zum spanischen Erstligisten Real Polo Club Barcelona. Ihre größten Erfolge waren die Gewinne der Deutschen Meisterschaften mit der weiblichen Jugend-B des Club Raffelberg in der Hallen- als auch in der Feldsaison sowie der Gewinn der U16-Europameisterschaft im Jahre 2003 in Šiauliai, (Litauen) und dem Vize-Europameisterschaftstitel mit der U18-Nationalmannschaft in Siemianowice, (Polen) im Jahre 2005.
Stöckel nahm außerdem 2003 in Alcala (Spanien), 2004 in Berlin, 2005 in Durham (Großbritannien) und 2006 in Bilthoven (Niederlande) am 4-Nationen-Osterturnier mit der U16- (2003 und 2004) bzw. mit der U18-Nationalmannschaft (2005 und 2006) teil.
Stöckel bestritt ihr erstes Jugendländerspiel am 17. April 2003 bei der 3:4-Niederlage Deutschlands gegen Spanien in Alcala.

## Statistik

### Stöckels Länderspiele
- 39 für Deutschland:
  - 36 beim Club Raffelberg
  - 3 bei Rot-Weiß-Köln

### Stöckels Länderspieltore
- 26 insgesamt
  - 26 beim Club Raffelberg

(Stand: 29. Juli 2007)